# Jaume Amigó
Jaume Amigó (Ulldemolins, Priorat, segle xvi - Barcelona, entre els anys 1594 i 1605) era un tracista català que compaginava aquesta tasca juntament amb la de visurador d'obres, conseller de projectes i la seva obligació eclesiàstica. L'any 1547 va ser nomenat rector de Tivissa a la comarca deRibera d'Ebre, càrrec de gran consideració pel bisbat de Tortosa, on hi va romandre gairebé uns cinquanta anys fins a la seva mort.
De la seva formació teòrica se'n sap gaire. El més evident –i on la historiografia està més d'acord– és sobretot que és autodidacte que va estudiar molt bé els tractats de Vignola, Vitruvi, Sebastiano Serlio i Labacco. Sense oblidar altres possibles tractats rellevants d'arquitectura de l'època i la influència dels dos viatges que va fer a Roma als anys 1549 i 1559, que el van ajudar per trobar solucions aplicades en els seus dissenys.
Jaume Amigó, juntament amb Pere Blai, formaran part de la denominació que donarà Josep Francesc Ràfols i Fontanals com a l'escola del Camp de Tarragona. Personatges que en les seves obres manifestaran l'assimilació de les fórmules del renaixement italià juntament amb el llenguatge clàssic, mantenint algunes solucions arquitectòniques tradicionals que tindran continuïtat al llarg del temps.
La importància d'aquest personatge es deu sobretot per haver servit d'inspiració i exemple a altres eclesiàstics que es volguessin dedicar a l'activitat arquitectònica.

## Biografia i obra

### Inicis, context i formació teòrica
Tot i poder anomenar i conèixer el lloc de naixement de Jaume Amigó -Ulldemolins- no se'n coneix l'any; de fet, tota la historiografia està d'acord en les escasses notícies de Jaume Amigó durant la seva vida i, sobretot, abans dels anys anteriors del seu nomenament com a rector de Tivissa l'any 1547.
Per aquest motiu tampoc es coneix o no ha quedat documentació que conclogui amb precisió quina va ser la seva formació. El més acceptat és que va començar sobretot de forma autodidacta; a diferència de Pere Blai, Jaume Amigó no tenia cap familiar que el lligués i pogués guiar-lo directament amb la pràctica arquitectònica.
Les possibles influències que devia rebre s'han de considerar posteriors a la formació en la teoria artística i arquitectònica a través de persones del seu entorn. Majoritàriament s'abstindrà d'intervenir a les obres com a arquitecte, ja que més aviat en dissenyava únicament la traça, tot i així, se li encomanarà la tasca de dirigir alguna construcció de forma puntual com, per exemple, amb la capella del Santíssim i la capella de Sant Francesc de la Catedral de Tarragona.
No és estrany que Jaume Amigó tingués tals coneixements tot i ser un eclesiàstic. No es pot oblidar que a part de la seva autoformació teòrica a través dels tractats d'arquitectura –de Vitruvi, Sagredo, Alberti, Serlio, Palladio, Labacco, Rusconi i Philibert de l'Orme, com a principals–, la historiografia concorda en què la figura de l'arquebisbe de Tarragona Antoni Agustí i Albanell va tenir-hi un paper imprescindible. Antoni Agustín va ser qui va promoure i unir al que anomenarem com a grup de l'escola del Camp de Tarragona, on l'arquebisbe va ser-ne un gran mecenes. També se li atorga el paper de ser una figura que va ajudar a formar a Pere Blai i Jaume Amigó com a mestres de cases a través de tots els seus coneixements.
Per altra banda, també és important mencionar la formació bàsica i indispensable que tenien els mestres d'obres, que rebien tota la influència de la tradició gòtica. Aquest coneixement és el que van absorbir i integrar tant Jaume Amigó com Pere Blai amb més soltesa i creativitat. És aquest un dels principals factors pels quals es considera que l'escola del Camp de Tarragona va fer un pas decisiu que va marcar l'arquitectura del país i la va deixar oberta per a possibles expansions futures. A part, també va ser gràcies a ells que van impulsar de forma definitiva la nova concepció de l'arquitecte a Catalunya.

### Rector de Tivissa (1547 – 1594)
En aquesta etapa Jaume Amigó crearà totes les seves obres. Per aquest motiu quedarà constància de quins eren els seus coneixements teòrics i de quina forma els aplicava. D'aquesta manera es pot recórrer la seva evolució estilística que marcarà l'arquitectura.
En aquest mateix període hi trobem la renovació renaixentista de l'arquitectura catalana, que es portarà a terme juntament amb Pere Blai. Es caracteritzarà per tenir un estil entenedor, precís i consistent de les fórmules del renaixement italià amb les normes del llenguatge clàssic sense oblidar l'arquitectura tradicional i local. Ambdós aconseguiran crear una forma que influenciarà en els arquitectes futurs.
La primera obra del tracista del qual es té constància és la seva intervenció amb l'orgue de la seu de Tarragona. Aquest projecte va començar el 1558 quan el capítol va escriure al canonge Vila de Barcelona per obtenir organum modernum. Quatre anys més tard, Jaume Amigó va ajustar el projecte i el 1563 hi va acabar de construir una cel·la sobre la volta de l'església per les manxes de l'orgue.
Tot i que aquesta és la primera obra coneguda de la seva autoria, Marià Carbonell fa referència a una creu de terme de l'any 1549 al qual atribueix una possible autoria d'Amigó, tot i això sense proves documentals. Quan era rector, va ser protegit el duc de Cardona i l'arquebisbe Antoni Agustí; així mateix, el Capítol de la seu de Tarragona també li encomanarà diferents encàrrecs motivat sobretot per l'habilitat, enginy i prestigi del rector.
Aquests factors van determinar que les últimes tres dècades se li encomanessin diferents projectes de gran importància.

#### Capella del Santíssim de la Catedral de Tarragona

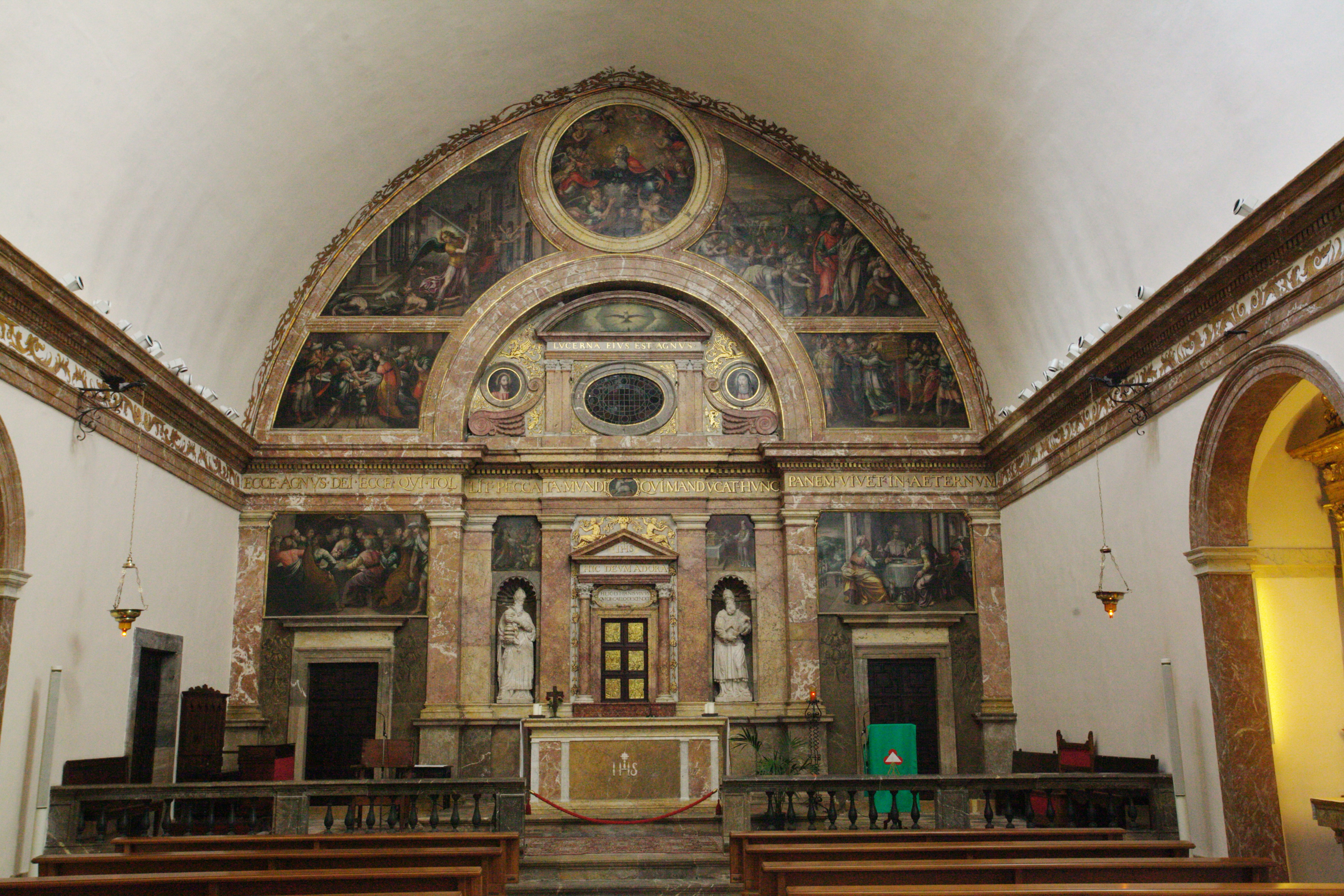
Capella del Santíssim Catedral de Tarragona

La primera obra major va ser l'encàrrec cabdal de Jaume Amigó en el terreny arquitectònic; li encarregarà l'arquebisbe Antoni Agustí per fer-ne l'adaptació de l'antic refetor de la Seu de Tarragona com a capella del Santíssim. El projecte es va començar el 1580, quan el capítol va concedir la llicència a l'arquebisbe per a construir-hi la capella. Finalment, les obres van començar el 1582 i es van acabar el 1592. Tot i que l'autoria de la traça és de Jaume Amigó, no es conserven les traces ni les capitulacions de les obres encarregades degut a l'incendi que va afectar l'antic palau arquebisbal l'any 1813.
A part de la traça de la capella, també va ser el responsable de dirigir-ne la construcció; tot i així, acabarà sent un projecte tant de Jaume Amigó com de Pere Blai -ja que en un futur Blai hi intervindrà de forma directa en la construcció sense modificar-ne el projecte original-. Aquesta separació temporal d'ambdós a l'hora d'intervenir, acabarà fent més interessant la capella, ja que es prendran solucions que trobarem repetides de forma general a la resta d'obres arquitectòniques. És important tenir en compte que aquesta col·laboració només es repetirà en aquest cas i en l'Església parroquial de Sant Andreu de La Selva.
Aquesta capella es caracteritza per estar situada a l'antic refectori medieval (datat de la meitat del segle xiii), just a l'extrem nord del creuer de la Catedral de Tarragona. Així doncs, la traça d'Amigó ja aprofita l'espai existent i d'aquesta manera les obres tenen un nivell arquitectònic en comptes d'estructural. Per la forma, es pot afirmar que Amigó va dissenyar la capella del Santíssim inspirant-se en el tractat d'arquitectura de Vignola. Tot i que s'aprecien molts exemples d'aquesta influència, Jaume Amigó no aplicava de forma severa totes les solucions i proporcions que acompanyaven els ordres clàssics i els tractats d'arquitectura de l'època cinccentista. És per aquest motiu que aquesta petita llibertat que es permetia implica dues formes oposades d'observar la seva tècnica i estil. Es pot interpretar com una assimilació limitada del llenguatge arquitectònic de l'època o, en canvi, veure a l'arquitecte amb una gran tècnica capaç de buscar originalitat i solucions de diferents arquitectes amb la capacitat de saber-les alterar al seu gust. Si es tractés d'aquest últim, s'hauria de veure a Jaume Amigó més aviat dins el grup de la pràctica manierista en comptes del vessant més clàssic que se li acostuma a reconèixer.
Els principals elements que criden l'atenció de la capella són les dues portes d'accés a aquesta, ja existents però reformades juntament amb tota l'obra i la cúpula sobre tambor que farà la funció de coberta i de font d'il·luminació. La cúpula és un dels elements que impulsaran el grup de l'Escola del Camp. En aquest cas, però, la solució d'una cúpula sobre tambor situada sobre la mateixa volta del refetor és una solució més atrevida que la cúpula de l'església de La Selva.
Té una decoració desproporcionada, les parets laterals són força sòbries en comparació el retaule opulent i tots els elements arquitectònics de la capella presenten motllures de més o menys gruix. Ajudarà a enriquir la capella els diferents materials emprats com el jaspi per les pilastres, columnetes i entaulaments; el marbre alabastrí per capitells, sòcols i estàtues; i els panys d'or pels baixos relleus del sagrari i les inscripcions i decoracions dels frisos.

#### Capella de Sant Francesc de la Catedral de Tarragona
A la mateixa catedral i durant el mateix inici que la capella del Santíssim es creu que va començar també la construcció de la capella de Sant Francesc. Hi va treballar Jaume Amigó, controlant-ne les obres fins al 1584, aprofitant que també visurava la capella del Santíssim. A diferència d'aquesta, no es pot atribuir l'autoria de la traça a Jaume Amigó -tot i que no es pot descartar certa intervenció a l'hora de dirigir-. El que si es coneix que no és seu és la coberta que presenta un estil molt oposat al de tota la resta, com també les voltes, que tenen un estil molt diferent i no es repetiran en cap altra obra que dissenyarà.
Es caracteritza per ser molt poc ambiciosa i s'ha catalogat com una obra poc o gens innovadora; això és degut a la seva senzillesa, ja que presenta les parets llises i les motllures de les impostes molt simples. Precisament és aquest últim element que, en tenir un caràcter fortament renaixentista, fa qüestionar la intervenció de Jaume Amigó en la capella, juntament amb la pobresa de la decoració, que es troba de forma tant característica amb la resta de les seves construccions.

#### Església parroquial de Sant Andreu de la Selva del Camp

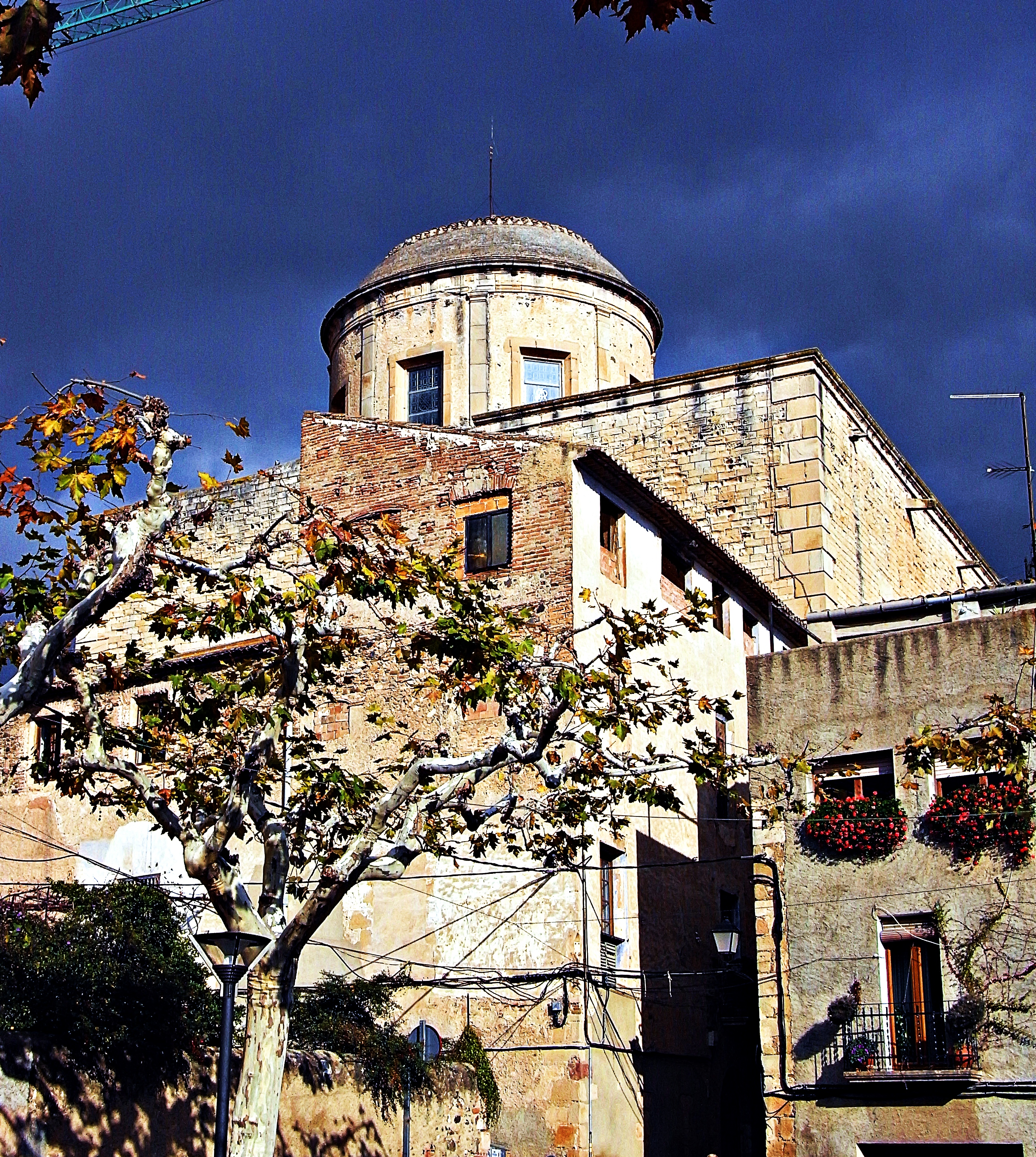
Església parroquial de Sant Andreu

En aquest període -l'any 1582- se li va encarregar un projecte que no es va desenvolupar: el sepulcre de l'ardiaca de Sant Llorenç. Al mateix any, juntament amb Pere Blai, s'inicia la traça de l'església de Sant Andreu de la Selva del Camp i, un any més tard, Jaume Amigó començarà, pel seu compte, la traça de l'església de Sant Jaume d'Ulldemolins.
Tot i així, començarà l'any 1582 la construcció de l'església i restarà inacabada. L'inici de l'obra el trobem en un projecte impulsat pel consell de la vila. Es va aconseguir posar la primera pedra el dia 10 de novembre del mateix any. Diferents factors en van fer possible la construcció: primerament, formava part de la Comuna del Camp i durant la mateixa època va tenir un augment de l'activitat agrícola i demogràfica, fet que va portar l'arquebisbe Bartomeu Sebastià a considerar que es necessitava una església de majors dimensions per acollir a tots els fidels perquè trobava les últimes reparacions de l'església insuficients.
Així doncs, l'edifici es va construir per parts mentre es continuava utilitzant l'església vella. Les obres van sofrir diverses interrupcions i modificacions, i es van allargar excessivament, fins al punt de deixar la façana inacabada.
Aquesta obra és molt important per Pere Blai, ja que la seva fama va començar amb aquesta construcció. La traça en aquest cas és de Blai però ha quedat registrat que el dia 1 de maig de 1582 es van reunir a La Selva Pere Blai, el prior de Scala Dei, l'ardiaca Gili i Jaume Amigó, els quals van acabar de dissenyar i finalitzar la traça i el projecte de la nova església. Això inclou, també, definir-ne les mides de tots els elements i el tipus de material que s'havia d'encarregar. S'ha de mencionar que a l'hora de la construcció hi va haver molts conflictes tant econòmics com constructius; sobretot quan Blai i Amigó s'havien de posar d'acord. Un d'aquests conflictes va acabar obligant-los a visitar el monestir de Montserrat a causa de les discrepàncies entre ells sobre com havien de ser els corredors superiors i la coberta de l'església.
L'església té molts elements innovadors. Un d'ells serà la cúpula sobre tambor que cobrirà l'espai del presbiteri i permetrà que a l'interior no trenqui la simetria de l'espai de la nau, a la vegada que també il·lumina de forma directa l'altar. En un principi, tant Amigó com Blai volien crear una església amb finestres als dos pisos al llarg de la nau per permetre una bona il·luminació natural. Finalment, no va poder ser i l'obertura més característica serà la de la cúpula i les llunetes de les tribunes.
Des de l'exterior, la cúpula sobre tambor crea una característica única que no permet que es pugui confondre amb cap altre. Amb extradós recobert de rajola valenciana i envernissada, aixecada sobre tambor, crea un aspecte totalment cúbic, tot i ser, a diferència de la cúpula de la capella del santíssim, lleugerament el·líptica. Val a dir que està inacabada perquè el projecte inicial era coronar-la amb una esfera que aguantés un panell i una creu.
Un altre element destacable és la manera en com s'organitza l'espai interior; tots els espais secundaris com les capelles estan comunicats entre si amb la sagristia i presbiteri, permetent la lliure circulació pel contorn de la nau. Aquest espai també vindrà remarcat per com es constitueixen els ordres de les pilastres superposades ja projectats a la traça, tot i que tindran un sentit més decoratiu que estructural. Es creen pilastres presentant ordres clàssics perquè l'escola del Camp no utilitza la columna. Una modificació realitzada posteriorment de la traça inicial serà la comunicació de les capelles laterals i les tribunes.
La façana de l'església quedarà inacabada i es construirà un campanar concebut com una caixa tancada que dona aspecte de solidesa a l'obra.

#### Església parroquial de Sant Jaume d'Ulldemolins

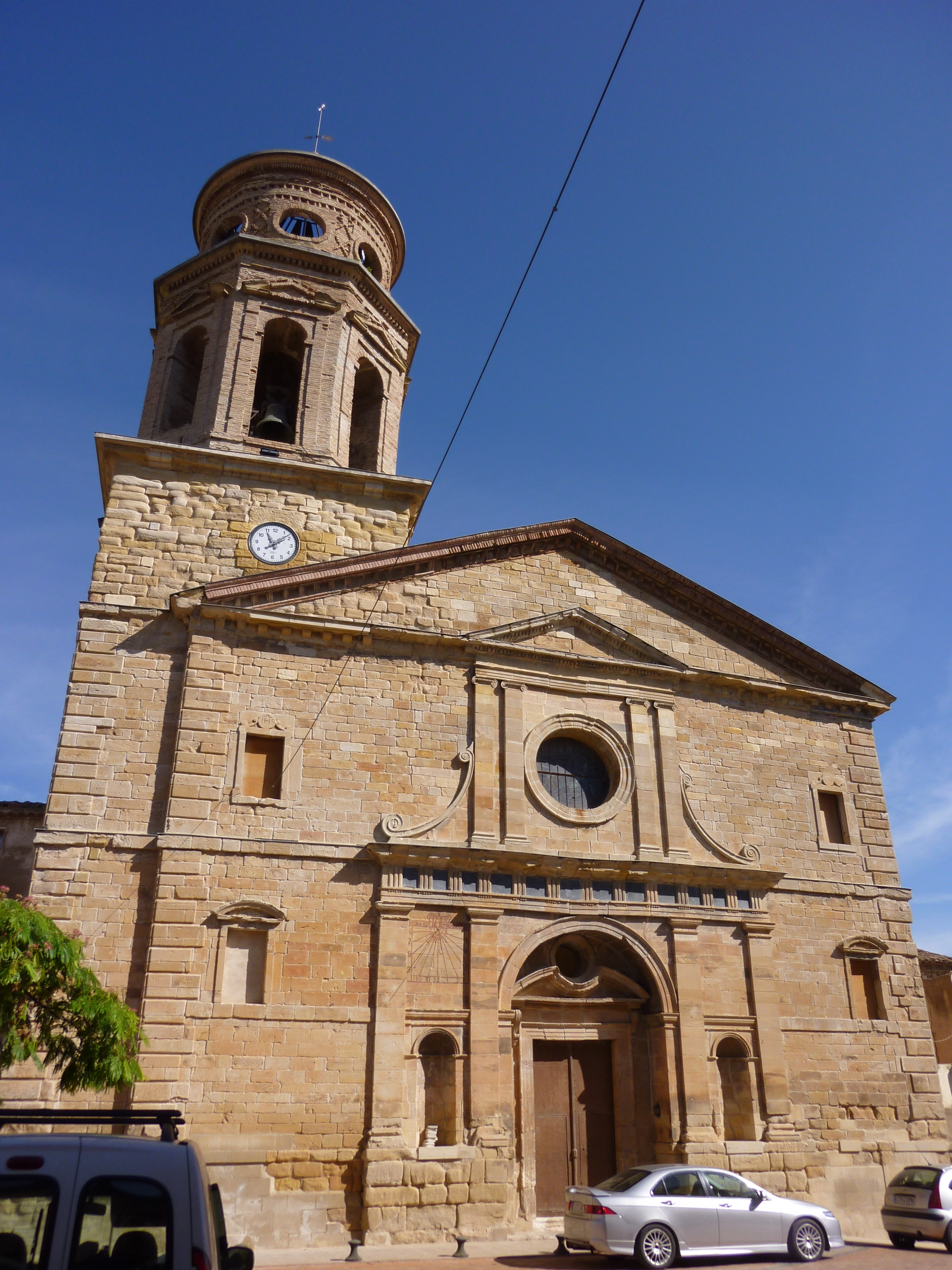
Església de Sant Jaume Ulldemolins

Un any més tard de començar l'església de La Selva, Jaume Amigó començarà pel seu compte la traça de l'església d'Ulldemolins.
El projecte va ser una iniciativa del comú de la vila que li va encarregar la traça a Jaume Amigó el 1583 perquè a part d'haver comprovat que era bon tracista també era nascut al poble i, per tant, el consideraven com el “fill de la vila”. L'església es va aixecar degut a l'augment demogràfic del poble i la vila i, sobretot, per l'estabilitat econòmica.
Es va començar a construir l'any 1584 i es va finalitzar entre 1590/95. La nova església se situava al mateix lloc on es trobava la vella, just al castell dels antics senyors de poble ampliant l'espai on hi havia els corrals i patis. En aquest projecte Jaume Amigó era també l'arquitecte encarregat de les obres i, quan estava en mig del procés, també en va realitzar subtils modificacions, juntament amb la creació de la capella major. El canvi més rellevant va ser deixar el mateix paviment i la mateixa pedra que la resta de l'església. Va ser una construcció molt lenta i amb forces interrupcions.
Al construir-se de forma coetània a l'església de La Selva, s'hi poden observar certs paral·lelismes en les solucions arquitectòniques preses, tot i que amb diferents resultats, ja que l'església d'Ulldemolins mai arribarà a prendre la monumentalitat de l'església de la Selva. Certs elements que es repetiran seran l'església concebuda en dues plantes amb les capelles laterals al pis inferior i les tribunes al superior, la comunicació entre les capelles i les sagristies laterals, la planta de nau única de gran simplicitat i proporció -amb l'objectiu de remarcar la forma de saló de la nau i l'església- i, majoritàriament, el predomini de les formes rectangulars. A diferència de l'església de La Selva, en aquesta, el presbiteri no està cobert amb cúpula, la nau i el presbiteri tindran la mateixa amplada i no s'hi presentaran les portes d'accés de les capelles, creant d'aquesta forma una espècie de deambulatori entorn la nau que permet una circulació diferent al recorregut únic.
L'interior és força senzill. Les parets i suports estan enguixats, les pilastres de rajoles unides amb calç i les bases, impostes i capitells seran de pedra blanca i guix. En general, la decoració jugarà amb els dos colors de la pedra i l'enguixat.
La il·luminació de l'interior és majoritàriament de forma filtrada. Tot i així, hi ha finestres que il·luminen de forma directa les sagristies i les tribunes, com també els peus de l'església a través de la rosassa col·locada sobre la porta principal. Les altres finestres que hi podem observar que donen a la façana principal no il·luminaran la nau, sinó les escales que es dirigeixen al cor i al campanar. Tot i que presenten mides diferents totes seran rectangulars, amb motllura amb faixa plana i ressalts als angles, característiques que trobem amb les finestres de La Selva. Seran aquestes motllures les que crearan la decoració de l'església juntament amb els pedestals, pilastres i entaulaments.
Per la seva part, la façana està construïda com tota una concepció d'aquesta i no com una portalada tal com era habitual al s.XVI; a diferència de La Selva, estarà finalitzada. Crida l'atenció especialment la complexitat en l'organització dels ordres segons l'alçada i en com pren certes llibertats en els diversos elements arquitectònics com amb els frontons i l'equilibri que intenta projectar.
El campanar serà, com a La Selva, una caixa cúbica tancada d'aspecte ferm. La part inferior està feta de pedra i la resta rajola. Degut a la caiguda de dos possibles llamps en va desaparèixer el coronament del campanar dissenyat pel tracista.

#### Ermita de Santa Magdalena de Montsant, Ulldemolins

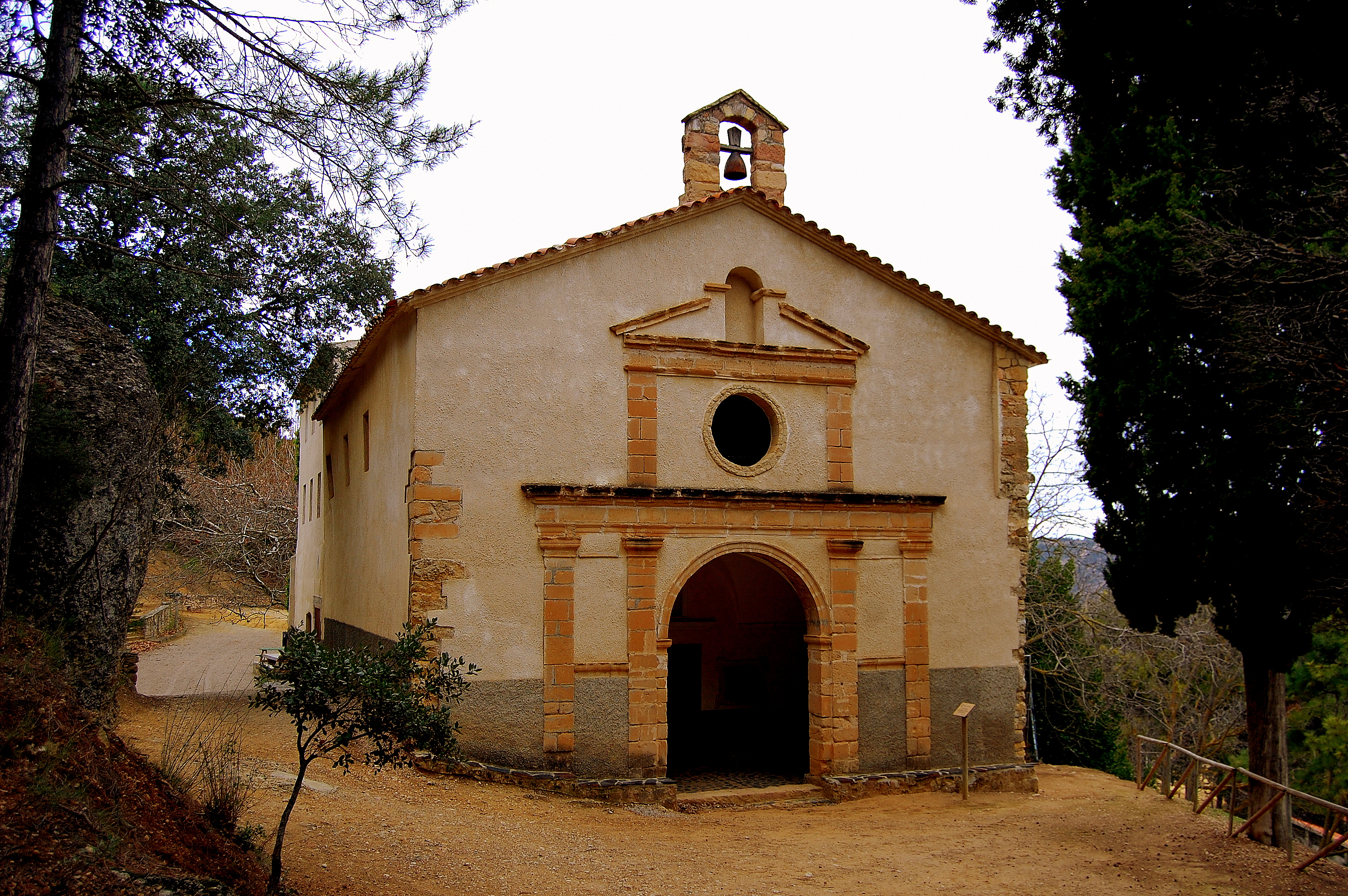
Ermita de Santa Magdalena de Montsant, Ulldemolins

La construcció de l'ermita de Santa Magdalena d'Ulldemolins es va iniciar després del 1583 i es va fer de forma lenta perquè es van parar les obres per ordre del duc de Cardona. Per aquest motiu, l'arquivolta del cor té una data gravada del 1603. La traça és de Jaume Amigó. Això es pot afirmar degut a la gran similitud d'aquesta ermita amb l'església d'Ulldemolins. Tanmateix, l'ermita es caracteritza per ser una construcció més austera, de mides més reduïdes, amb menys pretensions i buscant una forma més rural tant en el treball, acabats i materials. La planta és igual que la resta d'esglésies, una nau rectangular amb capelles entre els contraforts. Tot i així, tindrà tres trams destacats en comptes dels quatre de l'església d'Ulldemolins. Les capelles inferiors no es comunicaran, en canvi, les tribunes superiors si, unint-se entre elles i el cor. Aquest, en concret, serà semblant a l'absis i es convertirà en un pòrtic exterior.
La façana, per la seva banda, es pot interpretar com una rèplica simplificada de l'església de Sant Jaume d'Ulldemolins.

#### Crist del cor
El 1584, el Capítol va encarregar al canonge Mallafrè i Jaume Amigó perquè fessin el Crist del Cor. Un any més tard -22 de març de 1585- es donà el permís als comissaris per treballar amb l'escultor.

#### Ulldemolins, Tivissa i atribucions
Ha quedat constància que el 1585 Jaume Amigó va anar a Ulldemolins per supervisar l'entrada de la nova església; també es coneix que va ordenar desfer alguns elements i modificar-ne el presbiteri.
El 1588 serà nomenat marmessor de mossèn Joan Jardí, eclesiàstic de Tivissa; F. M. Bru dedueix que pel testament d'aquest que encara no estava finalitzada l'església, però que si hi havia la voluntat i el projecte d'acabar-la amb un últim tram de nau, les façanes i el campanar. El projecte d'aquestes reformes es poden atorgar a Amigó, però no es descarta que variessin algunes parts.

##### Església deSanta Maria de Cornudella

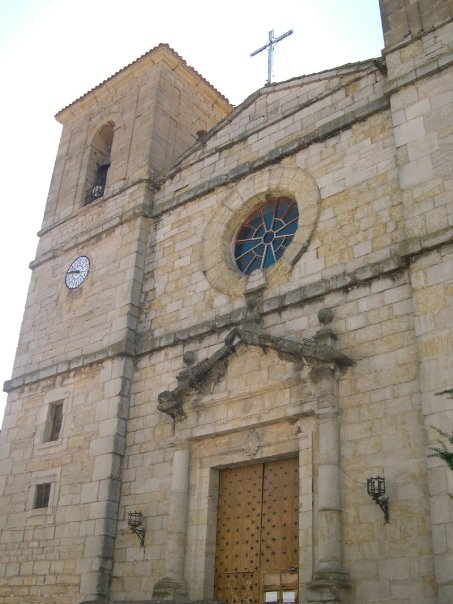
Església de Santa Maria de Cornudella

És una construcció de nova planta que pertany al grup d'obres que formen part de l'Escola del Camp de Tarragona. No es pot confirmar qui va fer-ne la traça, ja que es pot atorgar tant a Amigó com a Blai degut a l'estil tant idèntic amb el que treballaven. Aquesta particularitat es veu en els mateixos historiògrafs com una dificultat afegida a l'hora d'anomenar el responsable de la traça, ja que fan atribucions indistintes a ambdós per la gran semblança.
Tot i que l'única data que es coneix és la que es troba gravada a la façana amb l'any 1615, ha quedat constància que les obres van començar molt abans.
Es caracteritza per tenir elements molt semblants amb l'església d'Ulldemolins i l'església de La Selva per la nau única, les capelles laterals i el pas de comunicació d'aquestes. En aquest cas, però, no es va dissenyar amb dos pisos. La forma amb la que es concep la façana, l'ull de bou i les torres laterals són idèntiques a les altres obres traçades per Jaume Amigó.

#### Església arxiprestal de Sant Jaume de Tivissa
Es relaciona amb el tracista principalment pel disseny de l'interior. Se suposa que hi va intervenir en la construcció l'any 1588, quan encara era rector, però es desconeix si va acabar amb la data de la seva mort del 1594 o, al contrari, si aquest any és incorrecte i hi va poder formar part més temps. En tot cas, és probable que es decidís seguir el disseny que va projectar després de la seva defunció però amb certes modificacions com, per exemple, el cas de la porta.
Les obres i reformes de finals del segle xvi i principis del segle xvii afecten a la façana principal, una porta lateral, la reforma de les capelles laterals, el tram dels peus de l'església i el campanar. És molt important destacar que no totes les modificacions es poden atribuir a Jaume Amigó amb la mateixa convicció, però n'és evident la seva intervenció directa en el canvi de capelles i en el campanar.
Aquest últim és l'element que F. M. Bru atribueix al tracista juntament amb el coronament que es coneix que ja hi era present abans de les reformes. L'alçada del campanar és comparable al de l'església de Sant Jaume d'Ulldemolins, encara que està fet de pedra i no de rajola. Tot i així, la traça si es pot confirmar que va ser feta per Jaume Amigó.

#### Ca l'Hostal
De la mateixa època també se li adjudica una obra d'arquitectura civil, amb controvèrsia per l'any de construcció -1587, segons J. F. Ràfols, i 1589, segons F. M. Bru- on parlen de la possible autoria del disseny de Jaume Amigó per Ca l'Hostal, situada a Tivissa, actualment al carrer del Mercat número 2. En tot cas, serà F. M. Bru qui n'acaba confirmant la seva autoria, ja que a la porta de la casa s'hi pot observar la data “1589” esculpida a la porta; època que coincideix quan Jaume Amigó seguia sent el rector de Tivissa i Pere Blai estava ocupat realitzant les obres del palau arquebisbal de Tarragona.
Arquitectònicament parlant, és una casa de forma quadrada de tres pisos amb finestres rectangulars. Els elements que permeten atribuir-la a Amigó són, sobretot, la regularitat i simetria de les finestres, la tipologia, l'encoixinat angular, la importància donada al pis noble, l'existència d'un eix principal vertical de simetria (que passa per la porta i finestra més important) i la qualitat del treball de la pedra.
Finalment, el 1590, tornarà a Ulldemolins per examinar les obres de l'església ja finalitzada.

### Últims anys
Apropant-se ja al final de la seva vida, els historidors no han determinar quan exactament va morir. Marià Carbonell es refereix a diferents documents per justificar que la presència del seu nom testimonia que encara era viu durant els anys 1591 i 1594. Però queda un període d'onze anys, entre 1594 i 1605, on es fa referència a un Pere o Jaume Amigó com a rector de Constantí. Per aquest motiu, es considera que el seu rectora va acabar el 1594 sense saber-ne l'any exacte de la mort per aquests anys de diferència. El que sí es sap és que va morir a Barcelona i va ser enterrat als claustres de la catedral. Aquest canvi deu ser degut a possibles contactes amb Pere Blai a Barcelona.

## Llista d'obres de Jaume Amigó
| Any              | Nom                                                 | Ubicació               | Descripció | Foto exterior | Foto interior |
| ---------------- | --------------------------------------------------- | ---------------------- | --- | ------------- | ------------- |
| 1549             | Creu de terme                                       | Tivissa                | Atribuïda per Marià Carbonell Desapareguda, a mitjan segle XX se'n conservava la columna d'ordre compost                            |               |               |
| 1562-1563        | Intervenció en el orgue de la Catedral de Tarragona | Tarragona              | Atribució Espai cobert amb volta entre la portada i el pati Avui, ajuntament                                                        |               |               |
| 1582-1584        | Capella de Sant Francesc (Catedral de Tarragona)    | Tarragona              | Direcció de les obres de reforma, que potser havia projectat                                                                        |               |               |
| 1582-1592        | Capella del Santíssim (Catedral de Tarragona)       | Tarragona              | Amb Pere Blai i Bernat Cassany |               |               |
| 1582-1594, 1616- | Església parroquial de Sant Andreu                  | La Selva del Camp      | Amb Pere Blai |               |               |
| 1583-1595        | Església de Sant Jaume                              | Ulldemolins            | No és segur si és de Blai o de Jaume Amigó, o una col·laboració de tots dos                                                         |               |               |
| 1583-1603        | Ermita de Santa Magdalena                           | Ulldemolins            | |               |               |
| 1588             | Església de Sant Jaume                              | Tivissa                | Finalització de la reforma i de l'últim tram de la nau; la portada, capelles, campanar, etc., van fer-se després de la mort d'Amigó |               |               |
| 1589             | Ca l'Hostal                                         | Tivissa                | |               |               |
| 1599-1626        | Església parroquial de Santa Maria                  | Cornudella de Montsant | També s'atribueix a Pere Blai, però és més probable que sigui obra d'Amigó                                                          |               |               |